# Helictotrichon fedtschenkoi
Helictotrichon fedtschenkoi là một loài thực vật có hoa trong họ Hòa thảo. Loài này được (Hack.) Henrard mô tả khoa học đầu tiên năm 1940.